# Meet the Parents
Meet the Parents (conocida como Los padres de ella en España y La familia de mi novia en Hispanoamérica) es una película estadounidense de comedia estrenada en 2000, dirigida y coproducida por Jay Roach y protagonizada por Robert De Niro y Ben Stiller. La historia gira en torno a las desventuras que le suceden a un enfermero de buen corazón pero algo torpe y desafortunado cuando conoce a los estrictos padres de su novia. También forman parte del reparto Teri Polo, Blythe Danner y Owen Wilson. 
La película es un remake de una película independiente con el mismo título estrenada en 1992, escrita y dirigida por Greg Glienna. Universal Pictures compró los derechos de la película de Glienna con la intención de producir una nueva versión. Jim Herzfeld escribió un nuevo guion que ampliaba la historia original, aunque el proyecto quedó detenido algún tiempo. Jay Roach quiso dirigir la película, pero Universal le rechazó. En aquel momento, Steven Spielberg estaba interesado en dirigirla, y Jim Carrey en interpretar el papel protagonista. El estudio solo le ofreció la película a Roach después de que Spielberg y Carrey abandonaran el proyecto. 
Fue estrenada en Estados Unidos y Canadá el 6 de octubre de 2000, y distribuida por Universal. Recuperó su presupuesto de 55 millones de dólares en solo once días y se convirtió en una de las películas más exitosas del año, recaudando 160 millones de dólares en Norteamérica y 330 millones en todo el mundo. Tuvo una reacción positiva por el público y la crítica, obtuvo varios premios y estuvo nominada a otros. Ben Stiller ganó dos premios por su interpretación y la película fue elegida como comedia favorita en los Premios People's Choice de 2001. Su éxito dio lugar a dos secuelas: Meet the Fockers (2004) y Little Fockers (2010). También inspiró un reality show titulado Meet my Folks y una comedia de situación titulada In-Laws. Ambos programas fueron estrenados en NBC en 2002.

## Argumento
Greg Focker (Ben Stiller) es un enfermero que vive en Chicago y que quiere proponerle matrimonio a su novia, Pam Byrnes (Teri Polo), una profesora de preescolar. Sin embargo, su plan se ve alterado cuando descubre que Bob, el prometido de la hermana de Pam, Debbie, pidió su consentimiento a Jack, el padre de ambas mujeres, antes de pedirle matrimonio. Greg y Pam son invitados a la boda de Debbie, que se celebrará en casa de sus padres en Long Island. Greg planea aprovechar el evento para pedir a Jack su consentimiento. Sin embargo, la aerolínea pierde la maleta de Greg, que contenía el anillo de compromiso que pensaba darle a Pam. Al llegar a la casa de los Byrnes, Pam le aconseja a Greg que no fume, puesto que su padre lo considera un signo de debilidad y arroja el paquete de cigarros de Greg al tejado. Finalmente, Greg conoce a los padres de Pam, Jack (Robert De Niro) y Dina (Blythe Danner), y a su gata Jinx. Jack muestra a todos su nuevo negocio de instalación de cámaras ocultas que se pueden colocar en cualquier objeto, para espiar a las niñeras cuando se quedan a cargo de los hijos mientras los padres no están en casa. Más tarde, Jack debe ir a la tienda y Greg le acompaña para comprar algunas cosas para pasar el fin de semana. Allí, Greg observa cómo Jack habla e intercambia unos documentos con un hombre sospechoso en el aparcamiento.
Jack pronto deja claro que Greg no le agrada y le critica abiertamente por cualquier diferencia que observa entre él y la familia Byrnes, como su trabajo como enfermero y su preferencia por los perros en lugar de los gatos. Greg, por su parte, también comete algunas torpezas, como hacer muecas a un florero al pensar que contiene una cámara oculta, cuando en realidad es una urna que contiene las cenizas de la madre de Jack, que después rompe accidentalmente al descorchar una botella y golpearla con el corcho, haciendo que las cenizas caigan al suelo y Jinx orine sobre ellas. Greg también debe pasar el fin de semana sin mantener relaciones sexuales con Pam por orden de Jack, y dormir en otra habitación. Por accidente descubre una habitación secreta subterránea donde encuentra una nota sobre una "operación Ko Samui" y también un detector de mentiras. Jack le sorprende y decide aplicarle el detector "por diversión". Más tarde, Pam revela a Greg que su padre es un agente de la CIA retirado. A la mañana siguiente, Jack explica a Greg que, al descubrir su secreto, ha entrado en su "círculo de confianza", y si sale de él no podrá volver a entrar. Además, el apellido de Greg, "Focker" ("Folien" en el doblaje español y "Fornica" en el hispanoamericano, también "Cogedor" en la versión subtitulada de cines) es un motivo de broma a lo largo de la película, y los demás personajes se refieren a él solo con el apellido. Greg intenta desesperadamente dar una imagen positiva ante Jack, pero todos sus esfuerzos fracasan miserablemente. Al conocer a los Banks, la familia del futuro marido de Debbie, Greg se siente cada vez más incómodo: están muy unidos y en total afinidad con los Byrnes, y Bob y su padre, ambos médicos, se sorprenden de que Greg no quisiera graduarse en medicina a pesar de sus excelentes calificaciones en el examen de ingreso. Greg pide ropa de recambio a Denny (Jon Abrahams), el hijo menor de Jack que, a pesar de las estrictas normas de su padre, consume drogas a escondidas con sus amigos. Denny olvida una pipa para fumar marihuana en uno de los bolsillos de la ropa que le presta a Greg y cuando intenta recuperarla es sorprendido por su padre, pero Denny dice que la pipa es de Greg, lo que hace que Jack piense que Greg consume drogas. La familia visita la casa de Kevin (Owen Wilson), el exnovio de Pam, un rico inversor financiero con una magnífica casa y que ha tallado un altar de madera para la boda de Bob y Debbie. Jack intenta desacreditar a Greg ante Kevin, pero éste está fascinado por la humanidad de Greg y le aprecia por ser judío.
Durante un juego de voleibol en la piscina de Kevin, Greg golpea accidentalmente con la pelota a Debbie en la cara, rompiéndole la nariz y dejándole un ojo morado el día antes de su boda. De vuelta en casa, Jack se entera de que Greg usó un inodoro que le habían dicho que no usara, desbordando la fosa séptica e inundando el jardín, donde se celebrará la boda al día siguiente. Más tarde, a Greg le traen una maleta del aeropuerto pero resulta ser una equivocada que no es la suya. Jack la abre a escondidas para registrarla y descubre que está llena de artículos BDSM, lo que le hace pensar que Greg también es un pervertido. Jack usa sus contactos de la CIA para obtener los resultados del examen médico de Greg, pero el resultado es que Greg nunca realizó el examen. Mientras, Greg deja accidentalmente que Jinx salga de casa y, tratando de recuperarlo, sube al tejado y escucha casualmente una llamada telefónica de Jack en tailandés. Sin saber qué hacer para coger al gato, Greg fuma un cigarrillo del paquete que había en el tejado, pero sin querer prende las hojas secas que hay en el canalón y, por una reacción en cadena, provoca un incendio que destruye el altar tallado a mano por Kevin y en el que Debbie y Bob iban a casarse al día siguiente. Además, Jinx ha desaparecido, y Jack parece más preocupado por él que por la boda. Greg va a buscarlo a un refugio de animales y encuentra a un gato idéntico, excepto por el detalle de que tiene la punta de la cola blanca mientras que Jinx la tiene totalmente negra. Desesperado por causar por fin una buena impresión, Greg le pinta al gato la punta de la cola con un spray y lo lleva a casa haciéndolo pasar por Jinx mientras localiza al verdadero.
Esa noche, toda la familia va a cenar a un restaurante, donde felicitan a Greg por traer de vuelta a Jinx y brindan a su salud, pero Jack recibe una llamada de un vecino que ha encontrado al verdadero Jinx. De vuelta en casa, descubren que el falso Jinx ha destruido todos los muebles y también el vestido de boda de Debbie. Jack explica a todos la estafa de Greg y lo expulsa de su casa. Pam también está triste porque Greg le ha mentido en todo, incluso sobre el examen de ingreso médico. Intentando salvarse, Greg revela ante todos las actividades secretas en las que ha visto envuelto a Jack: la reunión con el hombre misterioso en el aparcamiento, el nombre "operación Ko Samui" y la conversación telefónica en tailandés, convencido de que Jack sigue en realidad trabajando para la CIA y está planeando una misión secreta. Jack revela enfurecido que la "misión" es en realidad una luna de miel sorpresa que ha organizado para Bob y Debbie, y Greg ha estropeado la sorpresa. Al comprender que sobra en esa casa, Greg decide marcharse, y finalmente le traen su maleta. Sin embargo, al coger el vuelo de vuelta, es detenido por la seguridad del aeropuerto por negarse a facturar la maleta y decir continuamente la palabra "bomba" en el vuelo. Mientras, en casa de los Byrnes, Jack intenta convencer a Pam de que Greg le ha mentido en todo y que no es un hombre adecuado para ella, y que ningún "Greg Focker" ha realizado nunca un examen de ingreso médico. Pam llama a los padres de Greg para que le envíen los resultados de su examen, y se los presenta a Jack. Al darse cuenta de que el verdadero nombre de Greg es Gaylord y que realmente aprobó el examen (Jack no había encontrado nada porque había buscado el nombre equivocado), y después de hablar con Pam y Dina, Jack se da cuenta de que Pam y Greg se aman realmente. Va a buscar a Greg al aeropuerto, le promete ser más tolerante y comprensivo y le da su bendición para que se case con Pam. Tras convencer a la seguridad del aeropuerto para que liberen a Greg, le lleva de vuelta a casa, donde por fin Greg puede pedir matrimonio a Pam, y ella acepta. 
Jack y Dina están satisfechos por la felicidad de sus hijas y se dan cuenta de que tendrán que conocer a los padres de Greg. Finalmente se celebra la boda de Bob y Debbie, donde Greg se sienta entre Jack y Dina, sosteniendo a cada uno de una mano. Después de la boda, Jack ve la filmación de una cámara oculta que estaba en el estudio donde Greg dormía. Las grabaciones muestran a Greg hablando con Jack en voz alta, burlándose de él y llamándole "psicópata", y también revelando que Denny está fumando marihuana, sin que Jack lo haya notado nunca.

## Reparto
- Ben Stiller como Gaylord "Greg" Focker
- Robert De Niro como Jack Byrnes
- Teri Polo como Pamela "Pam" Byrnes
- Blythe Danner como Dina Byrnes
- Nicole DeHuff como Deborah "Debbie" Byrnes
- Jon Abrahams como Denny Byrnes
- Owen Wilson como Kevin Rawley
- James Rebhorn como Dr. Larry Banks
- Tom McCarthy como Dr. Robert "Bob" Banks
- Phyllis George como Linda Banks

## Doblaje
| Actor original (EE. UU.) | Actor de doblaje (España) | Actor de doblaje (Hispanoamérica) | Personaje               |
| ------------------------ | ------------------------- | --------------------------------- | ----------------------- |
| Ben Stiller              | Óscar Barberán            | Ricardo Tejedo                    | Gaylord "Greg" Focker   |
| Robert De Niro           | Ricardo Solans            | José Lavat                        | Jack Byrnes             |
| Teri Polo                | Alba Sola                 | Rommy Mendoza                     | Pamela "Pam" Byrnes     |
| Blythe Danner            | Rosa Guiñón               | Magda Giner                       | Dina Byrnes             |
| Owen Wilson              | Luis Posada               | Sergio Gutiérrez Coto             | Kevin Rawley            |
| Nicole DeHuff            | María del Mar Tamarit     | Norma Iturbe                      | Deborah "Debbie" Byrnes |
| James Rebhorn            | Claudi García             | Martín Soto                       | Dr. Larry Banks         |
| Thomas McCarthy          | Pep Ribas                 | Armando Coria                     | Dr. Robert "Bob" Banks  |
| Jon Abrahams             | Claudi Domingo            | Irwin Daayán                      | Denny Byrnes            |
| Phyllis George           | Gloria Roig               | Anabel Méndez                     | Linda Banks             |
| Kali Rocha               | Lola Oria                 | Gaby Willer                       | Azafata de vuelo        |

## Rodaje
La película se rodó en Oyster Bay, Long Island. La casa está ubicada en Muttontown, un pueblo cercano a Oyster Bay. El aeropuerto del Condado de Westchester, en el estado de Nueva York, se utilizó para las escenas ambientadas en el Aeropuerto O'Hare de Chicago y el Aeropuerto LaGuardia de Nueva York.

## Fechas de estreno
| Fechas de estreno (Fuente: IMDb)                    |                                                                               |                                       |                                         |
| País                                                | Fecha de estreno                                                              | País                                  | Fecha de estreno                        |
| Estados Unidos                                      | 6 de octubre de 2000                                                          | Argentina · Perú                      | 11 de enero de 2001                     |
| Reino Unido                                         | 12 de noviembre de 2000 (Festival de Cine de Londres) 15 de diciembre de 2000 | Brasil · Grecia · Islandia            | 12 de enero de 2001                     |
| Austria · Alemania · Suiza (región germanoparlante) | 7 de diciembre de 2000                                                        | Corea del Sur                         | 13 de enero de 2001                     |
| Israel                                              | 8 de diciembre de 2000 (premier) 14 de diciembre de 2000                      | Egipto · Kuwait                       | 17 de enero de 2001                     |
| Brasil                                              | 9 de diciembre de 2000 (premier) 12 de enero de 2001                          | Hungría                               | 25 de enero de 2001                     |
| Países Bajos                                        | 14 de diciembre de 2000                                                       | India · Lituania                      | 26 de enero de 2001                     |
| Finlandia · Irlanda · Noruega · Suecia              | 15 de diciembre de 2000                                                       | Malasia                               | 1 de febrero de 2001                    |
| Bulgaria · España · Panamá                          | 22 de diciembre de 2000                                                       | Estonia · Italia · México · Serbia    | 2 de febrero de 2001                    |
| Dinamarca                                           | 25 de diciembre de 2000                                                       | Hong Kong                             | 22 de febrero de 2001                   |
| Australia · Nueva Zelanda · Polonia                 | 26 de diciembre de 2000                                                       | República de China                    | 24 de febrero de 2001                   |
| República Checa · República Dominicana              | 28 de diciembre de 2000                                                       | Suiza (región francoparlante) Francia | 3 de enero de 2001                      |
| Turquía                                             | 29 de diciembre de 2000                                                       | Japón                                 | 31 de marzo de 2001                     |
| Rumania                                             | 5 de enero de 2001                                                            | Rusia                                 | 21 de agosto de 2001 (estreno en vídeo) |

## Premios y nominaciones
| Premios | Premios                             | Premios                                                                    | Premios                                                                    | Premios   |
| Año     | Premio                              | Categoría                                                                  | Nominado(s)                                                                | Resultado |
| ------- | ----------------------------------- | -------------------------------------------------------------------------- | -------------------------------------------------------------------------- | --------- |
| 2001    | Premios Óscar (73.ª edición)        | Mejor canción original                                                     | Randy Newman                                                               | Nominado  |
| 2001    | Premios Globo de Oro (58.ª edición) | Mejor actor - Comedia o musical                                            | Robert De Niro                                                             | Nominado  |
| 2001    | Premios MTV Movie (edición de 2001) | Mejor actuación cómica                                                     | Ben Stiller                                                                | Ganador   |
| 2001    | Premios MTV Movie (edición de 2001) | Mejor línea                                                                | Robert De Niro (¿Eres un porrero, Focker?)                                 | Ganador   |
| 2001    | Premios People's Choice             | Película favorita de comedia                                               | Película favorita de comedia                                               | Ganadora  |
| 2001    | Premios American Comedy             | Actor más divertido en una película                                        | Ben Stiller                                                                | Ganador   |
| 2001    | Premios American Comedy             | Película más divertida                                                     | Película más divertida                                                     | Nominada  |
| 2001    | Premios Golden Satellite (2000)     | Mejor canción original                                                     | Randy Newman                                                               | Nominado  |
| 2001    | Premios ASCAP                       | Randy Newman                                                               | Randy Newman                                                               | Nominado  |
| 2005    | AFI's 100 años... 100 frases        | Yo tengo pezones, Greg. ¿Podrías ordeñarme? - Jack Byrnes (Robert De Niro) | Yo tengo pezones, Greg. ¿Podrías ordeñarme? - Jack Byrnes (Robert De Niro) | Nominada  |

## Adaptaciones
En 2004 se estrenó Mujhse Shaadi Karogi, una película del cine de Bollywood cuya historia está basada en Meet the Parents. En esta película, el protagonista, Samir (Salman Khan), tiene igualmente muchos problemas para agradar al padre de su novia Rani (Priyanka Chopra). A pesar de las buenas intenciones que tiene, cada contacto con su futuro suegro acaba siendo un desastre y provocando que cada vez sea más difícil lograr convencerlo que es en realidad un buen hombre. Una escena similar en ambas películas es la de la ruptura accidental de la urna donde el padre de la novia tiene guardadas las cenizas de su madre.
La película animada Rio 2, secuela de Rio de 2011 fue por decirlo una adaptación animada de la película con las voces de Jesse Eisenberg, Anne Hathaway, Andy Garcia, George Lopez, Jamie Foxx, will.i.am, Jemaine Clement. En esta película, el protagonista, Blu, Perla y sus tres hijos son unas perfectas "aves de ciudad" que viven tranquilamente en su casa de las afueras de Río de Janeiro. Sin embargo, Perla cree que los niños deberían aprender cómo viven las auténticas aves en el Amazonas. Por eso, toda la familia se aventura a viajar a la selva. Mientras Blu intenta encajar con los nuevos vecinos del Amazonas, le preocupa la posibilidad de que Perla y los chicos no quieran regresar a Río.